# Хабзбуршка Низоземска
Хабзбуршка Низоземска (хол. Habsburgse Nederlanden), назив је за територију седамнаест низоземских провинција које су у периоду од 1482. до 1581. године биле у саставу државе Хабзбурговаца, односно у персоналној унији са Светим римским царством. Заузимале су просторе данашњег Бенелукса и северне Француске.

## Историја
Хабзбурзи су постали владари низоземских земаља женидбом надвојводе Максимилијана Хабзбуршког Маријом Бургундијском. Након Маријине смрти (1482), Максимилијан је овладао Низоземском као регент. Максимилијану је недостајало политичке мудрости за решавање нараслих друштвених супротности које су владале по низоземским земљама. Са њима се није могла носити ни низоземска Скупштина сталежа (Staten-Generaal). Максимилијан се сконцентрисао на то како да поврати територије и градове које је изгубио након 1477. године, па је наставио безуспешно ратовати. Ратови су били скупи, те је Максимилијан стално дизао порезе и смањивао дотадашња права, што је довело до тешке економске кризе. Таква политика изазива отпор који се најпре распламсао по Фландрији, а касније се прелио и на холандске провинције Брабант и Утрехт. Максимилијан је на то одговорио бруталном употребом војне силе због чега избија десетогодишњи грађански рат. Максимилијанов син и наследник, Филип I (1493-1506), наставио је спроводити политику централизације, обновивши бургундски Велики савет из Мехелена (De Grote Raad der Nederlanden te Mechelen) са сталном комисијом која се бавила актуелним политичким и финансијским проблемима.
Судбина седамнаест провинција, која је већ уско била повезана са Аустријом, још више се закомпликовала 1504. године када су Филип и његова жена, Хуана од Кастиље, наследили шпанску круну. Од тада су те земље постале само део много веће империје, па је њихова судбина од тада означена борбом шпанско-аустријског царства за хегемонију над Европом. Низоземске провинције морале су се неколико пута жртвовати у бројним ратовима против Француске, нарочито током владавине Карла V који је 1519. године својим титулама додао и титулу немачког цара. Карло V је одредио да низоземским провинцијама влада генерални гувернер. За првог гувернера поставио је своју тетку Маргариту, а након ње своју сестру Марију. Сталешка скупштина није могла ништа учинити, сем пружања пасивног отпора, који се углавном сводио на финансијске манипулације. Она је ипак имала одређени утицај, као место сусрета представника провинција, јер је својим противљењем ојачала неку врсту заједништва. На крају је и сам цар увидео да ће низоземским територијама моћи владати једино ако потчини својој вољи све провинције, па и оне које су се томе опирале, што му је и успело између 1522. и 1528. године. Након тога је успео накратко завладати и бискупијом Утрехт. Пуно више напора стајало га је поновно преузимање контроле над Хелдерландом што му је успело тек 1543. године. Потом је Карло V издао прагматичну санкцију која је регулисала питање наслеђивања у свих седамнаест провинција на исти начин, што је практично значило да се морају третирати као јединствена територија и да се не могу раздвајати.
Процес централизације је у међувремену достигао своју одлучујућу фазу оснивањем посебних савета (нека врста министарстава) 1531. године, која су потпуно одвојена од скупштине. Поред Савета за финансије, основан је и Државни савет у ком су његови чланови (високо племство) могли саветовати гувернера и Тајни савет, са сталним службеницима који су се бавили свакодневним управним проблемима, доносећи одлуке самостално без чекања савета. Сва администрација провинција сместила се у Бриселу који је незванично био главни град Хабзбуршке Низоземске. Централни суд остао је у Мехелену.
Карла је 1555/6. године наследио син Филип II који је наставио са политиком централизације. Тај процес кулминирао је увођењем нове црквене хијерархије која је до тада била под јурисдикцијом надбискупа из Келна и Ремса. Након издавања папске буле (1559), Филип је добио право да реорганизује низоземску цркву. Њоме су од тада директно управљала тројица надбискупа и 15 бискупа. Овај потез изазвао је жесток отпор вишег племства, али и обичних опата, који су се бојали да ће на терет њихових манастира пасти и трошкови нових бискупија. Високо племство предводили су Вилијам Орански и војвода од Егмонда. Врхунац незадовољства изазван је доласком кардинала Гранвела на чело низоземске цркве. Незадовољно племство присилило је Маргарету од Парме да одстрани Гранвела из земље. Како они нису знали владати, Маргарета их је уклонила и на њихово место поставила ниже племиће, састављене претежно од калвиниста који су, након потписивања петиције против верских прогона, стекли назив "Гезе" (просјаци) 1566. године. Гезе ће током Низоземске револуције одиграти значајну улогу као прве организоване војне снаге.